# Luis de Narváez
Luis de Narváez (působení doloženo v letech 1526–1549) byl španělský hudební skladatel a hráč na vihuelu. Za svého života byl vysoce oceňován. Dnes je znám pro svou sbírku polyfonních skladeb pro vihuely Los seys libros del delphín, která mimo jiné obsahuje nejstarší známý cyklus variací. Byl prvním skladatelem pro vihuelu, který si osvojil soudobý italský styl loutnové hudby.